# Andrea Marcos
Andrea Marcos (7 de octubre de 1988) es una deportista española que compitió en tiro con arco, en la modalidad de arco compuesto. Ganó dos medallas en el Campeonato Europeo de Tiro con Arco al Aire Libre, bronce en 2016 y oro en 2018.

## Palmarés internacional
| Campeonato Europeo al Aire Libre | Campeonato Europeo al Aire Libre | Campeonato Europeo al Aire Libre | Campeonato Europeo al Aire Libre |
| Año                              | Lugar                            | Medalla                          | Prueba                           |
| -------------------------------- | -------------------------------- | -------------------------------- | -------------------------------- |
| 2016                             | Nottingham (Reino Unido)         | Medalla de bronce                | Equipo mixto                     |
| 2018                             | Legnica (Polonia)                | Medalla de oro                   | Individual                       |